# Desfile de la Victoria de Madrid de 1939

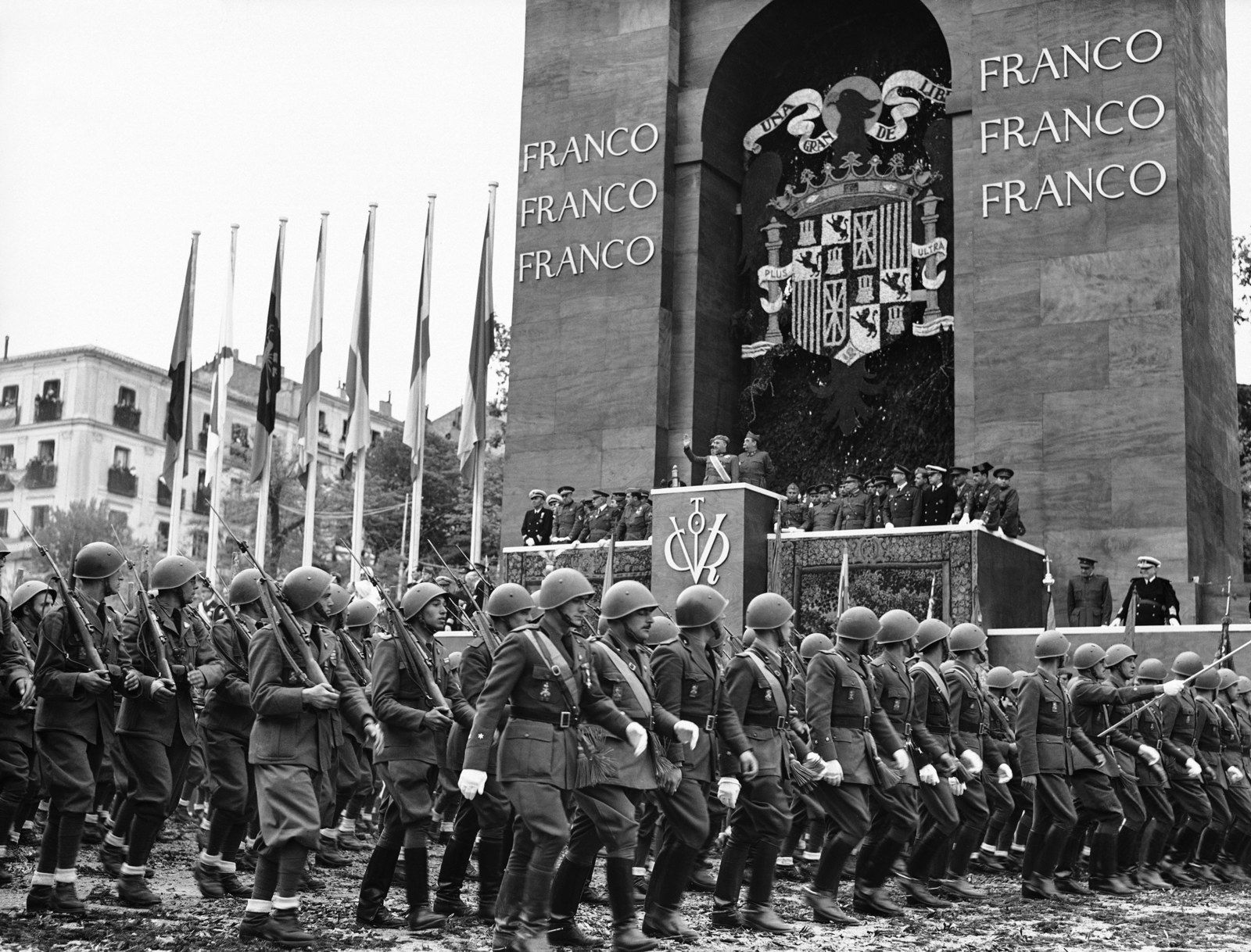
Desfile de la Victoria en Madrid (19 de mayo de 1939).

El desfile de la Victoria de Madrid de 1939 fue una exhibición militar organizada en la capital de España por el gobierno del general Franco el 19 de mayo de 1939 para celebrar el triunfo obtenido en la recientemente terminada guerra civil. Fue el punto culminante de una serie de desfiles que tuvieron lugar en otras capitales españolas. Junto con la ceremonia de la iglesia de Santa Bárbara que tuvo lugar al día siguiente pretendía mostrar el carácter permanente de la jefatura del Estado que Franco había venido desempeñando durante el conflicto bélico y consagrarle como «Caudillo» victorioso ante la nación.

## Preparativos
Terminada la guerra civil, el régimen franquista se dispuso a hacer una demostración de poder en Madrid, la capital, que había resistido casi tres años el asedio de los vencedores en la guerra. Pocas semanas después de la caída de la ciudad, el 14 de abril, ya se había decidido cuáles serían las unidades que participarían en el desfile. El desfile madrileño sería el último de una serie que se venía celebrando en diversos lugares de España (las capitales andaluzas y Valencia). Franco dedicó la primavera a realizar la que fue la primera de sus giras por las provincias españolas con el doble objetivo de establecer contacto con la población y ratificar su liderazgo.
La ciudad fue preparada a conciencia para el desfile. La Cámara de Comercio ordenó que los escaparates exhibieran retratos de Franco, así como carteles con los lemas «Franco, Franco, Franco, Arriba España», «Gloria al Caudillo», «España, Una, Grande y Libre» o «Por la Patria, el Pan y la Justicia». Las fachadas de cines, teatros, grandes almacenes y cafés fueron decorados con fotos de Franco y José Antonio, con banderas españolas y del Movimiento. Para ello, el ejército vendió, a precio de coste, 20 000 metros de colgaduras de color rojo y amarillo, así como unas cien mil banderas. Se pidió también a la población que acogiese en sus casas a los jefes y oficiales que iban a participar en el desfile, si bien no hubo ofrecimientos suficientes, por lo que el 9 de mayo se impuso un esquema obligatorio de alojamiento, por tratarse de un evento de carácter oficial.
Se fijó un recorrido que abarcaría los paseos del Prado, Recoletos y de la Castellana (los dos últimos renombrados como paseo de Calvo Sotelo y avenida del Generalísimo respectivamente), finalizando en la plaza de Cánovas del Castillo. La tribuna, con forma de arco de triunfo, se situó en la acera derecha de este último paseo, en el tramo situado entre las calles de Lista (actual Ortega y Gasset) y Marqués de Villamagna (en donde ahora se alza el Hotel Villamagna). En el vano del arco colgaba un tapiz con el Águila de San Juan. Por encima del hueco aparecía inscrita en el arco la palabra «VICTORIA», en tanto que inscripciones con el lema «FRANCO» se repetían por tres veces en cada uno de los dos pilares (aunque coetáneo al lema fascista «Duce, Duce, Duce», está posiblemente más relacionado con el «Santo, Santo, Santo» de la misa). Bajo el arco se encontraba un palco del que sobresalía un balcón decorado en su frontal con un víctor. En este balconcillo se debía situar Franco. También se erigió una doble columnata en la plaza de Colón y un puente en la plaza de Cibeles.
El día anterior al desfile, el escritor falangista Ernesto Giménez Caballero radió un alocución a través de Radio Nacional de España. En ella, proclamaba «La guerra no ha terminado. La guerra sigue. Sigue en silencio: en frente blanco invisible. Y una guerra tan implacable como la que sufrieron hasta el 1 de abril nuestros cuerpos y nuestras vísceras. Es la misma guerra, son los mismos enemigos. Es la misma canalla que no se resignará hasta su aplastamiento definitivo, histórico». Ese mismo día el Generalísimo llegaba a Madrid desde Burgos, donde aún se encontraba el gobierno y realizaba una entrada triunfal por las engalanadas calles de la capital. La oficina de prensa había anunciado previamente desde Burgos que «la entrada del general Franco en Madrid seguirá el ritual observado cuando Alfonso VI, acompañado por el Cid, tomó Toledo en la Edad Media». La marquesa de Argüelles le cedió el palacio de la Huerta, situado en la calle Serrano (en la actualidad, se levanta allí la embajada estadounidense en España), para que se alojara.

## El desfile
El 19 de mayo fue declarado festivo, el «Día de la Victoria», lo que favoreció la asistencia de público al desfile. A las seis de la mañana ya se encontraban en el recorrido de la parada unas 400 000 personas. El Retiro, al que aún no se había permitido todavía el acceso tras la guerra, fue abierto al público. La línea 2 del metro, entre Sol y Cuatro Caminos, permaneció cerrada hasta las tres de la tarde. El centro de la ciudad era recorrido por jóvenes de la Sección Femenina, que vendían su revista, Y (inicial arcaica de Isabel la Católica), y del Movimiento, que hacían lo propio con un número extraordinario de Arriba.

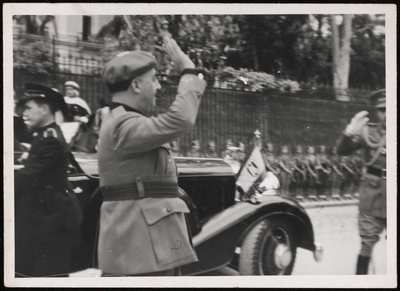
Franco desciende del vehículo y saluda a su llegada al desfile.

A las nueve de la mañana, el Generalísimo ocupó su lugar en la tribuna situada bajo el arco triunfal. Había llegado en coche descubierto (un Hispano-Suiza J12 convertible con carrocería Vanvooren y blindado), acompañado por el general Saliquet, jefe del Ejército del Centro. Llevaba uniforme militar, aunque con la camisa azul falangista y la boina roja de los carlistas. En la tribuna le esperaban el Gobierno en pleno, los generales y jefes del ejército y unos treinta caballeros laureados (militares que habían obtenido la Cruz Laureada de San Fernando).

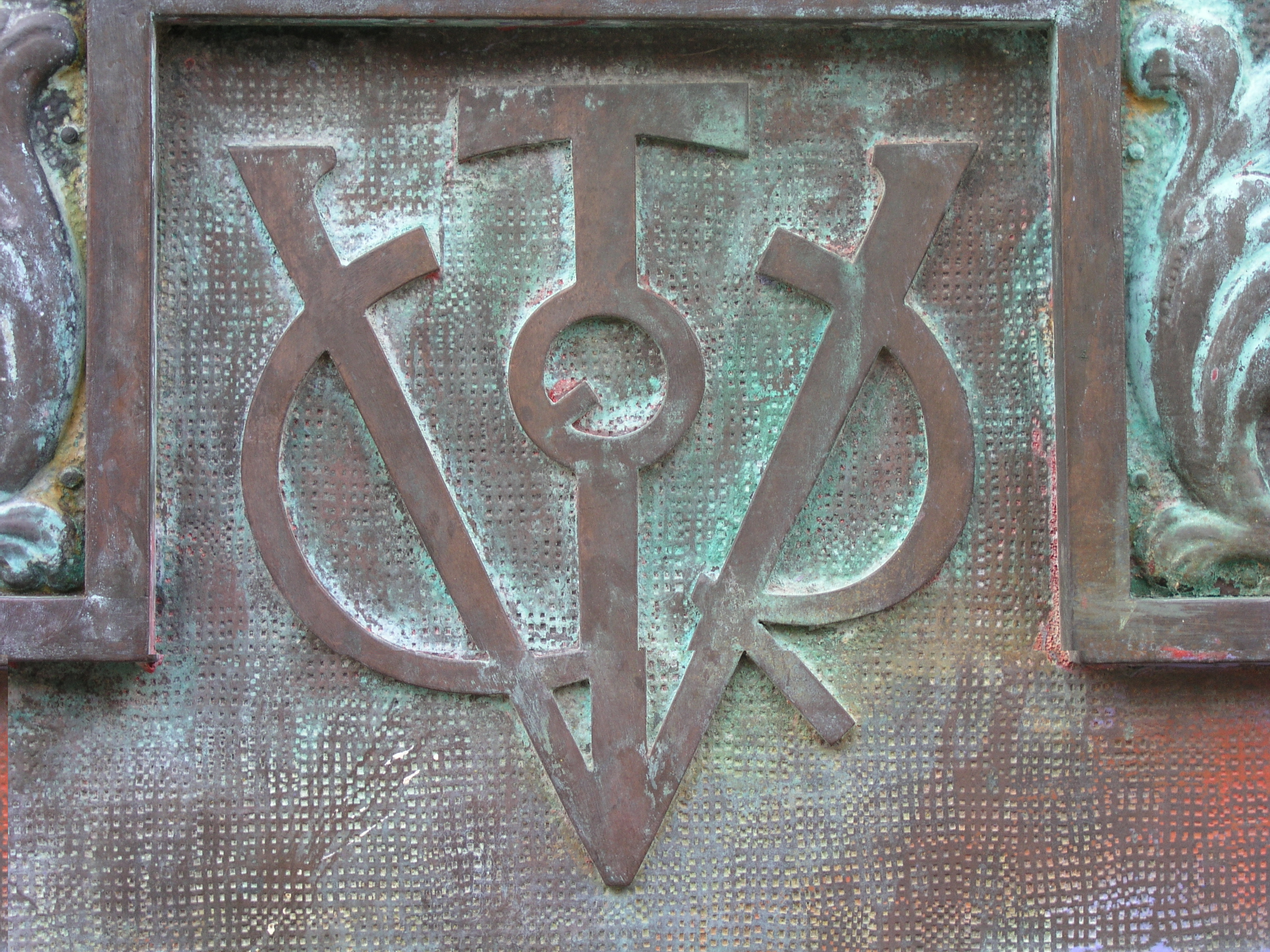
Un víctor decoraba el frontal de la tribuna en la que se dispuso el «Caudillo».

El acto comenzó con la imposición a Franco de la Gran Cruz Laureada de San Fernando. Se trataba de la máxima condecoración militar española, creada durante la Guerra de la Independencia y que solo podía otorgar el rey «o quien en su falta ejerciese el poder ejecutivo». Fue el general Gómez Jordana, vicepresidente del Gobierno y ministro de Asuntos Exteriores, quien se encargó de leer el decreto mediante el cual se le concedía la condecoración. A continuación, el general Varela, titular de dos laureadas, le impuso la condecoración, «en nombre de la Patria». La concesión de la condecoración habría sido solicitada al gobierno por varios ayuntamientos, entre ellos el de Madrid. También el exiliado rey Alfonso XIII habría apoyado la concesión de la Gran Cruz a Franco y se ponía a sus órdenes «como siempre para cooperar en lo que de mí dependa a esta difícil tarea seguro de que triunfará y llevará a España hasta el final». Poco después se incorporó a la tribuna de autoridades Isidro Gomá, cardenal primado de España.
Dependiendo de los historiadores, el número de efectivos que participó en el desfile osciló entre 120 000 y 250 000, pertenecientes a la mayoría de las unidades que habían combatido en la guerra, incluyendo las tropas extranjeras que habían apoyado a Franco en el conflicto civil: los viriatos portugueses, el Corpo di Truppe Volontarie italiano, y la Legión Cóndor alemana. Al pie de la tribuna, sobre un pequeño estrado, se dispusieron diversas enseñas históricas, con la Real Senyera valenciana en el centro. Las banderas las portaban alféreces del ejército, en tanto que guardias civiles y miembros de la guardia del Jalifa custodiaban el estrado.
Encabezó el desfile el general Saliquet (que luego se incorporó al resto de autoridades de la tribuna). A continuación desfilaron las tropas del Corpo di Truppe Volontarie, bajo el mando del general Gambara. Entre ellas había una banda de Carabinieri, un escuadrón de camisas negras con las dagas levantadas en saludo romano, y unidades mecanizadas y de caballería. También desfilaron las milicias falangistas, los requetés portando grandes crucifijos, tropas de la Legión, mercenarios marroquíes e incluso una unidad de señoritos andaluces a caballo. También participaron en el desfile, al frente de sus tropas, los generales García Valiño y Solchaga. Todas las unidades exhibían las gastadas enseñas con las que habían combatido durante la guerra. El desfile lo cerraron los viriatos portugueses y la Legión Cóndor, al mando del general Wolfram von Richthofen. La parada duró unas cinco horas y supuso un gran gasto económico: participaron 115 unidades de infantería, 200 baterías de artillería, 25 cañones antitanque, 20 baterías antiaéreas, 27 escuadrones de caballería, dos compañías de ametralladoras antiaéreas, 150 carros de combate, 500 motocicletas y 3000 automóviles y camiones. Dispuestos linealmente habrían ocupado 25 kilómetros. En la tribuna, a la derecha de Franco se situó el general Varela. Saliquet se puso a su izquierda. También participó una escuadrilla de 62 biplanos, que compuso en el aire la leyenda «Viva Franco», así como otro aeroplano que compuso con humo el nombre del Generalísimo. La lluvia que cayó a mediodía durante aproximadamente una hora no impidió el desfile.
Tras el desfile, se celebró un banquete en el Palacio Real, y Franco dirigió un discurso a la nación a través de la radio en el que, entre otras cosas, advirtió a «ciertas naciones», en una alusión nada velada a Francia y al Reino Unido, de que no pretendieran utilizar presiones económicas para condicionar la política del nuevo Estado. También mostró su determinación para eliminar las fuerzas políticas vencidas y para seguir alerta contra «el espíritu judaico que permitía la alianza del gran capital con el marxismo». Asimismo achacó la responsabilidad del «martirio de Madrid» durante la guerra a los vencidos. Por la tarde Franco acudió al teatro Calderón a ver Doña Francisquita. En Las Ventas, la Diputación Provincial organizó un festejo que contó con la participación de los diestros Marcial Lalanda, Vicente Barrera, Domingo Ortega, Antonio Cañero, Pepe Amorós, Pepe Bienvenida y "El Estudiante".

## La ceremonia de la iglesia de Santa Bárbara: la ofrenda de laespada de la Victoria

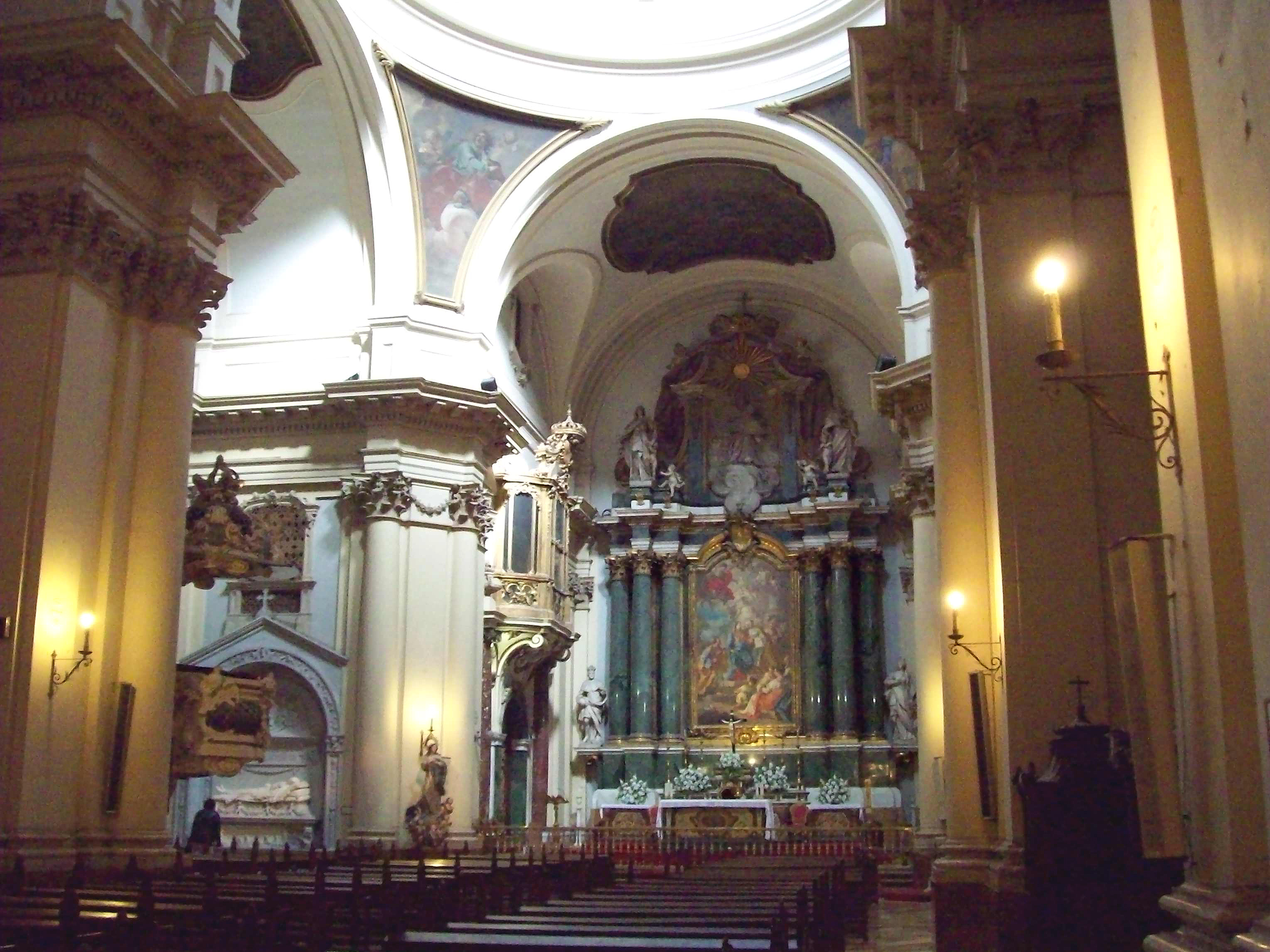
Interior de la Iglesia de Santa Bárbara, donde tuvo lugar la ceremonia de exaltación del Caudillo.

Las celebraciones continuaron al día siguiente, con un simbólico acto religioso celebrado en la Iglesia de Santa Bárbara de la capital. En una ceremonia presidida por el cardenal primado de España, Isidro Gomá, y con la asistencia de otros veinte obispos, el dictador entregó la espada de la victoria «sobre los infieles», una ceremonia realizada en el pasado por los reyes de Castilla. En un gesto muy significativo, Franco entró en el templo bajo palio, un privilegio litúrgico reservado a los monarcas españoles. Fue recibido por el coro del Monasterio de Santo Domingo de Silos, que interpretó un cántico mozárabe del siglo X reservado a la recepción de príncipes. Diversas reliquias presentes recordaban a pasados caudillos de la historia española, como don Pelayo, el Gran Capitán o Juan de Austria. Tras el Te Deum y la misa pontifical se realizó una ceremonia similar a una coronación, con el ungimiento del Caudillo y el reconocimiento del carácter «providencial» de su liderazgo. El Generalísimo pronunció la siguiente plegaria:

Señor Dios, en cuyas manos está el derecho y todo poder, préstame tu asistencia para conducir a este pueblo a la plena libertad del imperio, para gloria tuya y de la Iglesia. Señor: que todos los hombres conozcan a Jesús, que es Cristo, Hijo de Dios vivo.

La espada quedó situada en el altar mayor, frente al Cristo de Lepanto que había sido trasladado expresamente desde Barcelona para la ocasión, y posteriormente fue exhibida en la Catedral de Toledo. Esa misma tarde, el Jefe del Estado recibió al cuerpo diplomático en el Monasterio de El Escorial. Todos los rituales y localizaciones intentaban establecer un paralelismo entre la reciente «Cruzada de Liberación» y las luchas libradas en el pasado por los cristianos hispanos contra los musulmanes, así como reflejar la voluntad de permanencia en el poder de Franco.

## Pervivencia y desaparición
A partir de 1940, el Desfile de la Victoria pasó a celebrarse el 1 de abril, «Día de la Victoria». Lo hizo ininterrumpidamente hasta 1976. Sólo en 1964 cambió su denominación por la del «Desfile de la Paz», en conmemoración de los 25 Años de Paz en España. El Día de la Victoria fue declarado inicialmente fiesta nacional, aunque posteriormente perdió esta condición y fue posponiéndose, para evitar inclemencias meteorológicas, a uno de los domingos de mayo.
Tras la muerte de Franco, el desfile de 1976 pasó a celebrarse el 30 de mayo. A pesar de la intención inicial del gobierno de eliminar su denominación, la resistencia de la Capitanía General de Madrid impidió dicho cambio. Al año siguiente, se produjo finalmente el cambio de denominación del desfile, pasando a llamarse en su lugar Desfile del «Día de las Fuerzas Armadas». Durante muchos años, se celebró anualmente el desfile militar, herencia del de la Victoria, a finales de mayo. Durante unos años la celebración del desfile fue cambiando de ubicación entre las distintas Capitanías Generales que había entonces. Finalmente, el Gobierno de José Luis Rodríguez Zapatero, decidió cambiar la forma de celebrar el Día de las Fuerzas Armadas, por una serie de celebraciones cívico-militares para la promoción de las Fuerzas Armadas.